# Chiesa dei Santi Filippo e Giacomo (Orvieto)
La chiesa dei Santi Filippo e Giacomo è sita in via Lattanzi ad Orvieto. Viene chiamata anche chiesa dei Santi Apostoli. La chiesa fa parte delle sale espositive del museo MODO di Orvieto.

## Storia
L'origine di questa chiesa s'intreccia con quella del Collegio Cappelletti. Nel 1621 il vescovo di Orvieto dapprima concesse ai Gesuiti il Palazzo Monaldeschi in seguito, nel 1625, trasferì i Gesuiti alla chiesa degli Apostoli.
La chiesa è stata eretta nel 1007 al periodo di papa Giovanni XVIII e fu dotata da varie famiglie di Orvieto. Nei locali della chiesa fu trasferito il collegio e ad esso fu unito il seminario ecclesiastico creato ad Orvieto in seguito al Concilio di Trento.
Nel 1662 i Gesuiti acquistarono delle case ed iniziarono delle ristrutturazioni inerenti alla chiesa, il seminario ed il collegio. Nel 1667 il vescovo Millini fece una visita pastorale, durante questa visita il vescovo notò le buone condizioni del complesso. In questo anno i Gesuiti vennero allontanati dalla diocesi forse per problemi col comune e la chiesa fu affidata ad un sacerdote diocesano. Il seminario venne riaperto solamente nel 1779, all'indomani della soppressione dei Gesuiti da  parte di papa Clemente XIV nel 1773.
Durante la restaurazione borbonica la chiesa fu occupata di nuovo dai Gesuiti che fecero una nuova ristrutturazione. La chiesa fu riconsacrata il 21 luglio del 1819 dal vescovo Giovanni Battista Lambruschini ed il campanile fu terminato nel 1869 sotto il vescovato di Antonio Francesco Orioli. I vari interventi sulla chiesa eseguiti tra il XVII ed il XIX secolo hanno dato all'edificio medievale l'aspetto attuale.

## Descrizione
La facciata è incompiuta, mentre l'interno si snoda su tre navate e transetto ove, su quest'ultimo, sovrasta una cupola sita sopra un tamburo ottagonale. Sull'altare maggiore realizzata in stucco bianco è sita una tela raffigurante l'Immacolata Concezione con i santi Filippo e Giacomo di Filippo Pasqualoni mentre, negli altari laterali, in stile manieristico tardo-cinquetentesco, constano di colonne tortili e motivi vegetali, capitelli corinzi siti su paraste scanalate multicolori con prevalenza di oro e verde. Gli altari laterali lignei sono dedicati rispettivamente, a sinistra: Angeli e putti che reggono un ovale con scritto "Ex voto Ludovici Mazzanti" con la data 1735, la pala d'altare raffigurante Sant'Ignazio di Loyola che venera la Madonna col Bambino, Madonna in trono con angeli e santi; mentre a destra vi sono: San Francesco Saverio, Cristo morto, copia di un dipinto di Guido Reni.